# Заливът беглец
„Заливът беглец“ (на английски: Runaway Bay) е приключенски телевизионен сериал, копродукция на Съединените щати, Великобритания и Франция. Заснет е през 1992 година.
Сериалът разказва за летните приключения, на група приятели, живеещи на остров Мартиника, разположен в района на Карибите. Той е продукция на компаниите Lifetime Productions International Ltd и Ellipse Productions, изготвен за телевизионните мрежи на Antenne 2, CBS Television и Yorkshire Television. Във Великобритания сериалът се излъчва по ITV. В Холандия шоуто се излъчва по Kindernet от 1993 до 1999 г.
В България е излъчван по „Канал 1“ в началото на 1990-те години.

## Актьорски състав
- Карл Брадшоу – Инспектор Грант
- Ерик Фрийд – Дион
- Даяна Ескъл – Алекс
- Джеръми Линч – Чан
- Луис Махони – Джеман
- Томас М. Полард – Сач
- Андрю Фрейзър – Джоджо
- Джон Уудвил – М. Снутс
- Наоми Харис – Шуку
- М-р Ду – Сержант
- Наташа Кешман – Флоранс
- Джеймс Джерард – Том

## Епизоди

### Сезон 1
1. Into the Night – (9 януари 1992)
2. Rotten Fish – (16 януари 1992)
3. Lonely Is the Brave – (23 януари 1992)
4. Taking the Rap – (30 януари 1992)
5. Fool's Gold – (6 февруари 1992)
6. You Only Live Twice – (13 февруари 1992)
7. Treasure Hunt – (20 февруари 1992)
8. Curse of the Monkey's Skull – (27 февруари 1992)
9. All That Glitters – (5 март 1992)
10. Fast Forward – (12 март 1992)
11. The Venture – (19 март 1992)
12. History Revisited – (26 март 1992)

### Сезон 2
1. All in the Mine – (2 април 1992)
2. Going for Gold – (15 февруари 1993)
3. Race Like the Wind – (22 февруари 1993)
4. Sink or Swim – (1 март 1993)
5. The Escape – (8 март 1993)
6. Heartbreak Hotel – (15- март 1993)
7. The Secret Garden – (22 март 1993)
8. The Robbery – (29 март 1993)
9. Turtles Rule – (5 април 1993)

### Сезон 3
1. Music to My Ears – (19 април 1993)
2. Bombs Away – (26 април 1993)
3. Deadline – (10 май 1993)
4. Masquerade – (17 май 1993)
5. Radio Daze – (24 май 1993)